# Ciudad López Mateos
Ciudad López Mateos – miasto w środkowym Meksyku, w stanie Meksyk. Liczy 527 700 mieszkańców (1 lipca 2014 roku).
W mieście rozwinął się przemysł spożywczy.